# Darío Díaz
Pour les articles homonymes, voir Díaz.
Darío Díaz (né le 13 juillet 1981 à San Fernando del Valle de Catamarca) est un coureur cycliste argentin.

## Palmarès et résultats

### Palmarès par année
- 2003
  -  Champion d'Argentine sur route espoirs
- 2004
  - Doble Calingasta
- 2005
  - Prologue du Tour de San Juan
  - Doble Calingasta
  - Doble Chepes
- 2006
  - Doble Calingasta
  - Doble Difunta Correa
- 2007
  - Giro del Sol San Juan :
    - Classement général
    - Prologue

  - 5e, 6e, 8e et 10e étapes du Tour de San Juan
  - Doble Calingasta
  - Prologue, 1re, 2e, 3e et 5e étapes du Tour de Mendoza
  - 2e du Tour de San Juan
- 2008
  - 1re étape du Tour de San Juan
  - Doble Calingasta :
    - Classement général
    - 1re et 2e étapes

  - Vuelta de Lavalle
  - Doble Media Agua
- 2009
  - 3e de la Doble Media Agua
- 2010
  - 1re étape de la Doble Calingasta
  - Prologue du Tour de San Juan
  - Gran Premio Ferretería
- 2011
  - 1re étape du Tour de San Juan
  - Doble Calingasta :
    - Classement général
    - 2e étape

  - 3e étape du Giro del Sol San Juan
  - 1re et 3e étapes de la Rutas de América
  - 1re, 2e, 7eb, 8e, 9e et 10e étapes du Tour d'Uruguay
  - Subida a El Jumeal
  - Gran Premio Redpagos
  - 2e du Tour d'Uruguay
  - 2e de la Doble Treinta y Tres
  - 3e de Mendoza-San Juan
- 2012
  - 4e et 9e étapes du Tour d'Uruguay
  - 1re étape de la Vuelta de Lavalle
  - 1re étape de la Vuelta a la Bebida
  - 2e du championnat d'Argentine sur route
  - 2e de la Doble Media Agua
- 2013
  - 1re et 2e étapes du Tour de San Juan
  - Gran Premio Clausura de San Juan
  - 5e étape de la Vuelta de Lavalle
- 2015
  - Homenaje a los Valles Iglesianos
- 2016
  - 6e étape du Tour de San Juan
  - 5eb (contre-la-montre par équipes) et 8e étapes de la Doble Bragado
  - Prologue du Giro del Sol San Juan (contre-la-montre par équipes)
  - Homenaje a Luis Cepillo Valdez
- 2019
  - Gran Premio Rawson
- 2020
  - 1re étape du Giro del Sol San Juan
  - Vuelta del Este
  - 3e du Giro del Sol San Juan
- 2022
  - Circuito Carlos Escudero

### Classements mondiaux
| Année            | 2006 | 2007 | 2008 | 2009 | 2010 | 2011 | 2012 |
| ---------------- | ---- | ---- | ---- | ---- | ---- | ---- | ---- |
| UCI America Tour | 347e |      | 146e |      |      | 11e  | 110e |